# Campylocheta rindgei
Campylocheta rindgei är en tvåvingeart som först beskrevs av Henry J. Reinhard 1952.  Campylocheta rindgei ingår i släktet Campylocheta och familjen parasitflugor.
Artens utbredningsområde är Kalifornien. Inga underarter finns listade i Catalogue of Life.